# Un jour mon père viendra
Pour plus de détails, voir Fiche technique et Distribution.
Un jour mon père viendra est une comédie française coécrite et réalisée par Martin Valente, sortie le 4 janvier 2012.

## Synopsis
Chloé va se marier avec l'homme idéal, un champion de tennis, jeune, beau, riche, amoureux. Seul problème : elle n'a pas de père « idéal » à lui présenter, et elle se croit obligée de recruter un comédien pour jouer ce rôle. Mais Gustave et Bernard, ses deux « vrais » pères arrivent, ce qui ne va pas simplifier ce mariage de rêve…

## Fiche technique
- Réalisateur : Martin Valente
- Scénario : Martin Valente et Gianguido Spinelli
- Photographie : Pierre-Yves Bastard
- Producteur : Fabrice Goldstein et Antoine Rein
- Société de production : Karé Productions
- Distributeur : Gaumont
- Genre : comédie
- Format de tournage : 35mm - couleur
- Musique : Puggy
- Pays d'origine :  France
- Année de production : 2011
- Date de sortie : 4 janvier 2012

## Distribution
- Gérard Jugnot : Gustave
- François Berléand : Bernard Beu
- Olivia Ruiz : Chloé
- Jamie Bamber Griffith : Stephen
- Laurence Arné : Suzanne
- Laurent Mouton : Jean-Félix Bollaert
- Hubert Saint-Macary : le chef cuisinier
- Nicolas Marié : le comédien choisi
- Anne-Cécile Crapie : Bénédicte
- Sébastien Cotterot : le traducteur
- Joël Demarty : le curé
- Natasha Cashman : Élisabeth
- Xavier Laurent : Richard
- Boris Rehlinger : le chauffeur de taxi
- Marc Bertolini : le patron du café Garibaldi
- Colin-David Reese : l'ouvrier
- Louison Roblin : la grand-mère
- Leslie Clack : l'orateur
- Jean-Claude Calon : le comédien
- Philippe Crespeau : le tailleur

## Tournage
Le film a été tourné en Dordogne, notamment à Périgueux, sur la RN89 entre Beaupouyet et Saint-Laurent-des-Hommes et aussi à Excideuil.

## Censure des projections de presse
Le 27 janvier 2012, la journaliste Florence Leroy dévoile sur France Inter, à quelques jours de la sortie du film, que certains journalistes se sont vu refuser l'entrée des projections de presse de La Vérité si je mens ! 3 (destinées aux critiques) par le distributeur Mars Distribution. Ce dernier aurait filtré les médias afin d'éviter les critiques négatives sur le film par des journaux ou journalistes susceptibles de les écrire. C'est une information validée par plusieurs journalistes interrogés par Rue89 et par certains comptes rendus critiques : ainsi celui du Figaro, extrêmement négatif sur le film, est amendé d'une note expliquant pourquoi il paraît avec un jour de retard : le distributeur a refusé au critique du Figaro de venir assister à la projection de presse. La même information est donnée dans l'article de Rue89 dans lequel le journaliste du Nouvel Observateur Nicolas Schaller rapporte un entretien téléphonique ayant débouché sur une impasse pour voir le film.
Finalement, mis dos au mur par la presse, Mars Distribution a fini par reconnaître les faits à demi-mot, se défendant par « une liberté de choix qui consiste à ne pas organiser de projections pour toute la presse ».
L'affaire dévoile que d'autres sorties de films auraient été mises à mal par des pratiques de filtrage similaires, notamment Hollywoo et Un jour mon père viendra,.